# Pourvu que ça dure (film, 1926)
Pour le film de 1996, voir Pourvu que ça dure.
Pour plus de détails, voir Fiche technique et Distribution.
Pourvu que ça dure (titre original : The Caveman) est un film américain muet réalisé par Lewis Milestone et sorti en 1926.
Une copie du film est conservée à la Bibliothèque du Congrès, mais une bobine est manquante.

## Fiche technique
- Titre original : The Caveman
- Réalisation : Lewis Milestone
- Scénario : Darryl Zanuck d'après l'histoire courte The Caveman de Gelett Burgess.
- Production : Warner Bros.
- Photographie : David Abel, Frank Kesson
- Durée : 7 bobines
- Date de sortie : 6 février 1926 (New York)[2].

## Distribution
- Matt Moore : Mike Smagg
- Marie Prevost : Myra Gaylord
- John Patrick : Brewster Bradford
- Myrna Loy : femme de ménage
- Phyllis Haver : Dolly Van Dream
- Hedda Hopper : Mrs. Van Dream
- Virginia Fox : Party girl